# Hínáros békaszőlő
A Potamogeton perfoliatus (hínáros békaszőlő) a békaszőlőfélék családjába tartozó évelő vízi növény, mely álló- és folyóvizekben is megtalálható, és édesvízi életmódot folytat. Dél-Amerika és az Antarktisz kivételével mindenhol fellelhető.

## Jellemzése

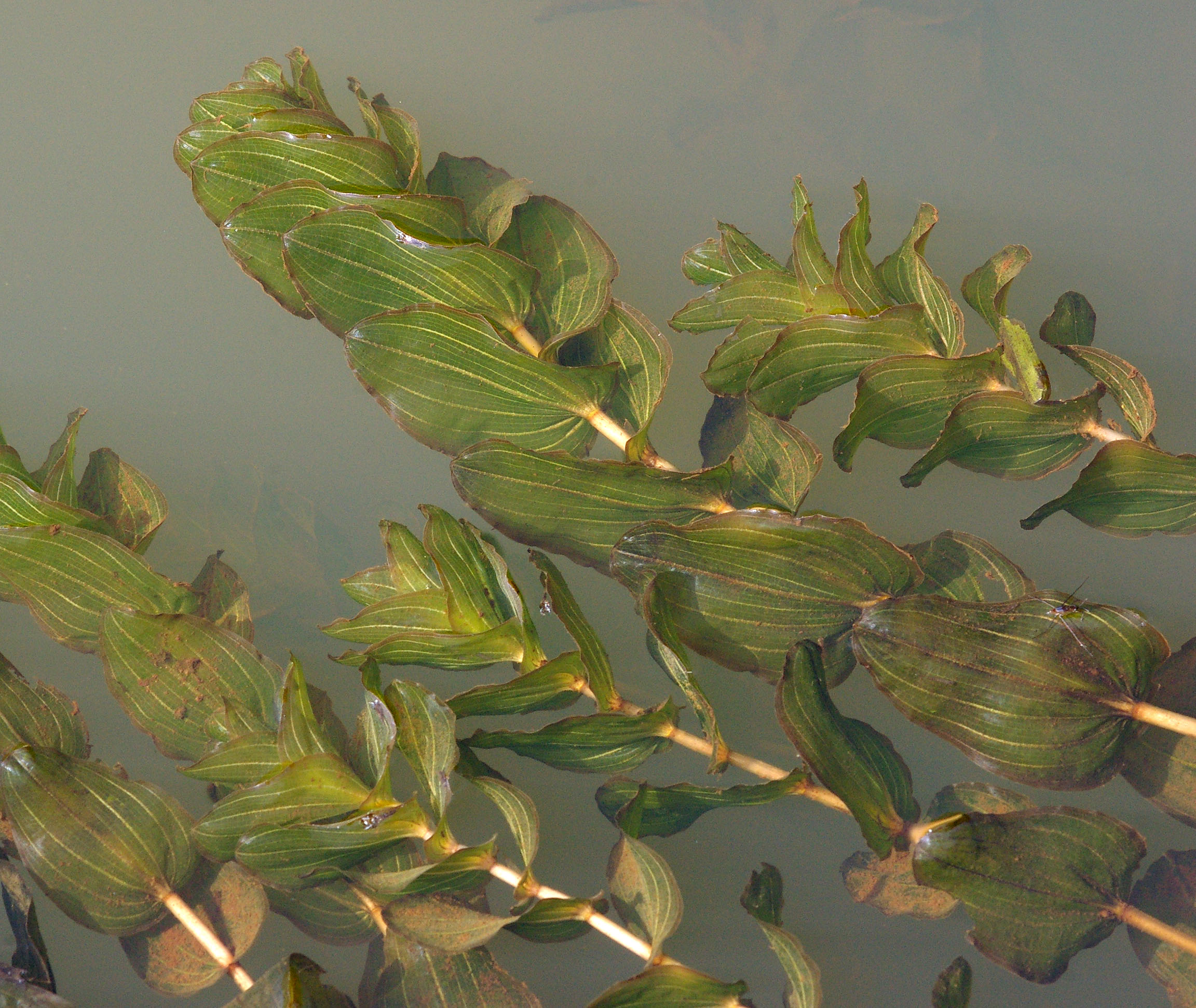
Hínáros békaszőlő nő egy csatornában. Érdemes megfigyelni, hogy a levelek körbe ölelik a szárat

A hínáros békaszőlő kúszó évelő gyökértörzsből nő ki, mely időszakosan akár 3 méteres szárat is növeszt. A vízbe merülő levelei oválisak, áttetszők, 20 20–115 mm hosszúak és 7–42 mm szélesek, a szárat körül ölelik, a teteje sík, a középső erezetből mindkét oldalon 5-12 ér indul ki. Színük jelentősen eltér, lehetnek világos- vagy sötétzöldek, sárgák, olíva színűek vagy barnásak. Nincsenek úszó levelei. A pálhák gyengék, a levelek megjelenése után azonnal leesnek. Kicsi leveleit június és szeptember között hozza. Gyümölcsei 4 mm átmérőjűek, olívazöld színűek.
Két alfajt írtak le eddig. A perfoliatus az óvilág lakója. Észak-Amerika keleti tengerpartján és az öböl-államokban a bupleuroides alfaj terjedt el.
A növekedési lehetőségek változásával a többi békaszőlő lehet, hogy csak ökotípusa a fajnak, és nem kimondottan alfajok. Régebben a P. richardsoniit is a P. perfoliatus egyik alfajának tartották, de most már külön fajként van számon tartva.
A többi nagy levelű békaszőlőhöz hasonlóan a hínáros békaszőlő is tetraploid, ahol 2n=52.
A hínáros békaszőlő nehezen téveszthető össze a többi békaszőlőfajjal, de ez alól talán a P. praelongus lehet kivétel. Észak-Amerikában nagyon hasonlít hozzá a P. richardsonii, de annak a pálhája még a szár alsóbb részén is rostokra esik szét, míg a P. perfoliatus esetében ez azonnal elválik tőle.